# مارماهی رنگین گل‌نشین
مارماهی رنگین گل‌نشین (نام علمی: Diaphenchelys pelonates) گونه‌ای از مارماهی‌ها از تیرهٔ مارماهیان رنگین (Muraenidae) و تنها گونه از سردهٔ تک‌نماد Diaphenchelys است. این توسط جان ای. مک کاسکر و جان ارنست راندال در سال ۲۰۰۷ توصیف شد. این مارماهی دریایی و گرمسیری است که از اندونزی در غرب اقیانوس آرام شناخته شده است. در محدوده عمق ۱۵ تا ۳۲ متر (۴۹ تا ۱۰۵ فوت) زندگی می‌کند و در کفه‌های گل‌آلود زندگی می‌کند که از آن لقب گونه‌ای آن، " pelonates " (به معنای واقعی کلمه به عنوان "گل‌نشین"، از یونانی باستان ترجمه می‌شود، و به عنوان یک اسم در انتصاب تلقی می‌شود) گرفته شده است. طول نرها می‌توانند حداکثر به ۴۶٫۵ سانتیمتر (۱۸٫۳ اینچ) برسد.